# بمب‌گذاری ۲۰۰۴ ورزشگاه گروزنی
بمب‌گذاری ۲۰۰۴ ورزشگاه گروزنی (انگلیسی: 2004 Grozny stadium bombing) در ۹ می سال ۲۰۰۴، انفجار یک بمب در استادیوم دینامو در پایتخت چچن، گروزنی، منجر به مرگ ۱۰ نفر از جمله رئیس‌جمهور احمد قدیروف شد و ۱۰۰ نفر دیگر زخمی شدند. انتخابات ریاست جمهوری قدیروف توسط بسیاری از افراد به عنوان یک انتخابات تقلبی در نظر گرفته شده بود. این انفجار با یک بمب کار گذاشته شده در زیر زمین بتونی جایگاه نشستن شخصیتهای مهم ایجاد شد و در ساعت ۱۰: ۳۵ صبح در طی یک رژه و کنسرت در گروزنی که جشن پنجاه و نهمین سالگرد شکست آلمان در جنگ جهانی دوم برگزار می‌شد رخ داد. این انفجار حفره بزرگی در بخشی که برای جایگاه مقامات عالی‌رتبه تعیین شده‌بود ایجاد کرد. مشخص نیست که آیا این انفجار بویژه قدیروف را هدف قرار داده بود یا اینکه بدون توجه به حضور او رخ داده‌است، چرا که او رسماً اعلام نکرده بود که در این رویداد حضور خواهد داشت. حسین عیسی یف رئیس شورای دولتی ریاست جمهوری و عدلان حسنوف یک خبرنگار رویترز نیز در این انفجار کشته شدند. سرهنگ والری بارانوف فرمانده هنگ نظامی روسیه در شمال قفقاز به شدت مجروح شد. حداقل ده نفر کشته و ۵۰ تن دیگر زخمی شدند. این ارقام شامل بسیاری از شهروندان غیرنظامی و سرباز نیز می‌شود که در این مراسم شرکت داشتند.